# Тања Остојић
Тања Остојић (Ужице, 19. август 1972) српска је ликовна, визуелна и феминистичка уметница.

## Биографија
Рођена је 1972. године у Ужицу. На Вајарском одсеку Факултета ликових уметности у Београду дипломирала је 1995, а магистрирала 1998. Међународни програм за последипломске студије на Академији ликовних уметности у Нанту (Француска) похађала је 1998–99. Усавршавала се (истраживачка стипендија) на Универзитету уметности у Берлину од 2012. до 2014. године.
Kао интердисциплинарна уметница, активно ствара и излаже у Европи и широм света. Почев од 1992, учествује на више стотина групних изложби, видео, филмских, перформанс и позоришних фестивала, а самостално излаже од 1995. године. Члан је УЛУС-а од 1996. године. Члан је оснивачког одбора Ремонта. Основала је међународне уметничке групе „XPONA” и „Art&Economics Group”. Њен рад је заступљен у значајним међународним колекцијама. Добитница је бројних стипендија, студијских боравака и награда за свој уметнички рад. Извела је велики број запажених перформанса, међу којима се посебно издвајају наступи на главној изложби 49. Венецијанског бијенала (2001), у Ромском павиљону на 54. Венецијанском бијеналу (2011), Институту за савремену уметност у Лондону (1999), на Перформи у Њујорку, у Лудвиг музеју у Будимпешти, Кући светских култура у Берлину.
Њени наступи, уметност тела и видео радови, скулптуре, фотографије и књиге повремено садрже њено голо тело или се баве темама које се доживљавају као табу. Скулптура „Аутоакт у мастурбацији” из 2013. године у природној величини, која се може видети у Музеју Тера у Кикинди, само је један такав пример. Британски лист Гардијан уврстио је на листи 25 најбољих уметника 21. века. Међу њеним радовима истиче се „Тражим мужа са пасошем ЕУ”. Тај рад, који је реализовала од 2000. до 2005. године, Тања Остојић започела је објављивањем онлајн огласа који је садржао њену фотографију обријане главе и нагог тела - налик естетици концентрационих логора. На основу тог огласа, након полугодишње преписке, упознала је будућег мужа, немачког уметника Kлеменса Голфа, крајем 2001. године на перформансу испред Музеја савремене уметности у Београду. Рад је завршен њиховим разводом, такође у форми перформанса, као и журком која је такође била уметнички пројекат.
Тренутно живи и ради у Берлину.